# Sega-AM2
Sega Amusement Machine Research and Development Department 2 (conosciuta come Sega-AM2 o più semplicemente AM2) è una divisione di ricerca e sviluppo della casa di videogiochi SEGA. Originariamente conosciuta come "Sega Amusement Developing Section 8", AM2 venne fondata nel 1983 ed è stata in precedenza diretta dal game designer Yu Suzuki. Dei team AM di Sega, AM2 è stato il più conosciuto ed è diventato il maggior sviluppatore Sega, all'inizio creando classici arcade degli anni ottanta che furono tutti dei grandi successi, a cominciare da Hang-On (1985), Space Harrier (1985), Out Run (1986) e After Burner (1987). Più tardi, AM2 continuò a creare serie come Virtua Fighter e Shenmue.
Dopo l'uscita di OutRun 2, AM2 è stata assorbita dalla Sega vera e propria, il primo luglio 2004. Diversamente dagli altri vecchi dipartimenti AM, AM2 è rimasta una divisione separata da Sega.

## Lista dei giochi sviluppati da AM2
Arcade 
- 18 Wheeler: American Pro Trucker
- After Burner
- After Burner II
- Arabian Fight
- Beach Spikers
- Border Break
- Burning Rival
- Daytona Usa
- Daytona Usa 2 Battle on the Edge
- Daytona Usa 2 Power Edition
- Desert Tank
- Dynamite Düx
- F1 Exhaust Note
- F1 Super Lap
- Ferrari F355 Challenge
- Ferrari F355 Challenge 2: International Course Edition
- Fighting Vipers
- Fighting Vipers 2
- G-LOC: Air Battle
- Ghost Squad
- GP Rider
- Hang-On
- King of Route 66, The
- Out Run
- OutRun 2
- OutRun 2 SP
- Outtrigger
- Power Drift
- Quest of D
- Sega Super GT (Scud Race in Japan)
- Sonic the Fighters (a.k.a. Sonic Championship)
- Soreike Kokology
- Soreike Kokology 2
- Space Harrier
- Strike Fighter
- Super Hang-On
- Turbo Out Run
- Virtua Cop
- Virtua Cop 2
- Virtua Cop 3
- Virtua Fighter
- Virtua Fighter 2
- Virtua Fighter 2.1
- Virtua Fighter 3
- Virtua Fighter 3tb
- Virtua Fighter 4
- Virtua Fighter 4 Evolution
- Virtua Fighter 4 Final Tuned
- Virtua Fighter 5
- Virtua Fighter Kids
- Virtua Formula
- Virtua Racing
- Virtua Striker
- Virtua Striker 2
- Virtua Striker 2 version '98
- Virtua Striker 2 version '99
- Virtua Striker 2 version '99.1
- Virtua Striker 2 ver. 2000

 Dreamcast 
- 18 Wheeler: American Pro Trucker
- Ferrari F355 Challenge (Ferrari F355 Challenge: Passione Rossa)
- Fighting Vipers 2
- Outtrigger
- Project Propeller Online
- Propeller Arena
- Shenmue
- Shenmue II
- Virtua Cop 2
- Virtua Striker 2 (Virtua Striker 2 ver. 2000.1)

 Game Gear 
- G-LOC: Air Battle
- Out Run
- Space Harrier

 Nintendo GameCube 
- 18 Wheeler: American Pro Trucker
- Beach Spikers
- Virtua Quest

 Sega Mega Drive 
- After Burner II
- Out Run
- Rent-A-Hero
- Space Harrier II
- Sword of Vermilion (Vermilion)
- Virtua Fighter 2
- Virtua Racing

 Sega Master System 
- After Burner
- Dynamite Düx
- Out Run
- Space Harrier
- Space Harrier 3-D

 Microsoft Windows 
- Daytona Usa
- OutRun 2006: Coast 2 Coast
- Virtua Fighter
- Virtua Fighter 2
- Virtua Squad
- Virtua Squad 2

 PlayStation 2 
- 18 Wheeler: American Pro Trucker
- Aero Elite: Combat Academy (a.k.a. Aero Dancing 4: New Generation)
- Ferrari F355 Challenge
- King of Route 66, The
- OutRun 2006: Coast 2 Coast
- Super Dimension Fortress Macross, The
- Virtua Cop: Elite Edition (a.k.a. Virtua Cop Re-Birth)
- Virtua Fighter 4
- Virtua Fighter 4 Evolution
- Virtua Quest

 PlayStation Portable 
- OutRun 2006: Coast 2 Coast

 Sega Saturn 
- Daytona Usa
- Digital Dance Mix
- Fighters Megamix
- Fighting Vipers
- Sega Ages: After Burner II
- Sega Ages: Out Run
- Sega Ages: Power Drift
- Sega Ages Vol. 2: Space Harrier
- Virtua Cop
- Virtua Cop 2
- Virtua Fighter
- Virtua Fighter 2
- Virtua Fighter CG Portrait Series
- Virtua Fighter Kids
- Virtua Fighter Remix
- Virtua Racing

 Sega 32X 
- Virtua Fighter
- Virtua Racing Deluxe

 Xbox 
- OutRun 2
- OutRun 2006: Coast 2 Coast
- Shenmue II

 PlayStation 3 
- Virtua Fighter 5
- Virtua Tennis 3
- Virtua Fighter 5 Final Showdown

 Xbox 360 
- Virtua Fighter 5
- Virtua Tennis 3
- Virtua Fighter 5 Final Showdown